# Fred Børre Lundberg
Fred Børre Lundberg (* 25. Dezember 1969 in Hammerfest) ist ein ehemaliger norwegischer Nordischer Kombinierer.

## Werdegang
Lundberg gab sein internationales Debüt bei der Nordischen Junioren-Weltmeisterschaft 1989 in Vang. Dort sicherte sich Lundberg mit der Mannschaft den Titel im Teamwettbewerb. Am 19. Januar 1990 gab der Norweger in Murau sein Debüt im Weltcup der Nordischen Kombination. Auf Anhieb schaffte er im Einzel den Sprung aufs Podium und wurde Zweiter. Vier Wochen später verlief für ihn das Rennen in Leningrad noch erfolgreicher. Er konnte sich erstmals gegen die gesamte Konkurrenz durchsetzen und sicherte sich seinen ersten Weltcup-Sieg. Zum Ende der Saison gelang ihm in Örnsköldsvik noch einmal der Sprung aufs Podium.
Seine erfolgreichste Saison bestritt er mit der Saison 1990/91. Bereits den ersten Saisonwettbewerb in Trondheim konnte er gewinnen und landete als Zweiter in Oberwiesenthal auch bei seinem zweiten Saison-Weltcup auf dem Podium. Nach einem weiteren Sieg in Schonach im Schwarzwald und Rang drei in Bad Goisern reiste er als einer der Medaillenfavoriten zur Nordischen Skiweltmeisterschaft 1991 ins Val di Fiemme. Dort gewann er mit Abstand den Einzelwettbewerb. Im Teamwettbewerb reichte es für die norwegische Mannschaft nur zu Rang fünf.
Bei den Norwegischen Meisterschaften 1991 sicherte er sich in Rognan seinen ersten nationalen Titel. Nach weiteren Top-10-Resultaten im Weltcup beendete er die Saison im März 1991 als Erster der Weltcup-Gesamtwertung.
Auch in die folgende Olympiasaison 1991/92 startete Lundberg erfolgreich mit einem zweiten Platz in Štrbské Pleso. Auch in Schonach und Breitenwang gelang ihm dieser Erfolg. Bei den Olympischen Winterspielen 1992 in Albertville verpasste Lundberg seine erste olympische Einzelmedaille als Vierter im Einzel nur knapp. Mit der Mannschaft war jedoch schließlich erfolgreich und gewann Silber hinter der Mannschaft aus Japan.
Im Januar 1993 feierte Lundberg seinen vierten Sieg im Weltcup. Bei der Nordischen Skiweltmeisterschaft 1993 in Falun sicherte er sich mit der Mannschaft wie bereits bei Olympia die Silbermedaille. Bei den Norwegischen Meisterschaften 1993 gewann Lundberg zum zweiten Mal den Titel im Einzel. Nachdem er in der Folgezeit im Weltcup ohne Ausnahmen immer die Top 10 erreichte und dabei auch mehrmals das Podium bestieg, reiste er nach Lillehammer zu seinen zweiten Olympischen Winterspielen. Dort gelang Lundberg der erste olympische Einzelerfolg und damit auch der erste Olympiasieg in seiner Karriere. Mit der Mannschaft sicherte er sich zudem die Silbermedaille. Zurück im Weltcup erreichte er in Vuokatti und Sapporo seine Weltcup-Siege fünf und sechs. Bei den Norwegischen Meisterschaften 1994 in Vegårshei sicherte sich Lundberg seinen dritten nationalen Titel.
Auch in der folgenden Saison 1994/95 gehörte Lundberg erneut zur absoluten Weltspitze und sicherte sich bereits zu Saisonbeginn den Sieg in Štrbské Pleso und Schonach. Bei der Nordischen Skiweltmeisterschaft 1995 in Thunder Bay gewann Lundberg im Einzel sowie im Team den Weltmeistertitel und gewann damit auch erstmals beide mögliche Kombinations-Medaillen.
Ab der Saison 1995/96 konnte sich Lundberg nach einem anfänglichen Sieg in Schonach oftmals nicht mehr in den Top 10 platzieren. Bei der Nordischen Skiweltmeisterschaft 1997 im norwegischen Trondheim verpasste er eine weitere Einzelmedaille, verteidigte aber im Teamwettbewerb mit der Mannschaft den Titel. Bei den Norwegischen Meisterschaften 1997 in Mo i Rana sicherte sich Lundberg noch einmal die Bronzemedaille im Einzelwettbewerb. Bei seinen dritten und letzten Olympischen Winterspielen 1998 in Nagano gewann er zudem noch einmal die Goldmedaille mit der Mannschaft. Wenig später wurde Lundberg mit der Holmenkollen-Medaille geehrt.
Nach zwei weiteren Jahren mit eher durchwachsenen Ergebnissen im Weltcup und dem Gewinn von Mannschaftssilber bei der Nordischen Skiweltmeisterschaft 1999 in Ramsau am Dachstein beendete Lundberg nach der Saison 1999/2000 seine aktive Karriere.

## Privatleben
Er lebt zusammen mit der ehemaligen Ski-Langläuferin Marit Bjørgen in Oslo und hat mit ihr zwei 2015 und 2019 geborene Söhne.

## Erfolge

### Weltcupsiege im Einzel
| Nr. | Datum             | Ort           | Disziplin |
| --- | ----------------- | ------------- | --------- |
| 1.  | 10. Februar 1990  | Leningrad     | Gundersen |
| 2.  | 15. Dezember 1990 | Trondheim     | Gundersen |
| 3.  | 5. Januar 1991    | Schonach      | Gundersen |
| 4.  | 8. Januar 1993    | Schonach      | Gundersen |
| 5.  | 4. März 1994      | Vuokatti      | Gundersen |
| 6.  | 12. März 1994     | Sapporo       | Gundersen |
| 7.  | 10. Dezember 1994 | Štrbské Pleso | Gundersen |
| 8.  | 7. Januar 1995    | Schonach      | Gundersen |
| 9.  | 6. Januar 1996    | Schonach      | Gundersen |

## Statistik

### Platzierungen bei Olympischen Winterspielen
| Jahr und Ort     | Wettbewerb   | Wettbewerb |
| Jahr und Ort     | Gundersen NH | Team       |
| ---------------- | ------------ | ---------- |
| 1992 Albertville | 04.          | 02.        |
| 1994 Lillehammer | 01.          | 02.        |
| 1998 Nagano      | 16.          | 01.        |

### Platzierungen bei Weltmeisterschaften
| Jahr und Ort       | Wettbewerb   | Wettbewerb | Wettbewerb |
| Jahr und Ort       | Gundersen NH | Sprint     | Team       |
| ------------------ | ------------ | ---------- | ---------- |
| 1991 Val di Fiemme | 01.          | –          | 05.        |
| 1993 Falun         | –            | –          | 02.        |
| 1995 Thunder Bay   | 01.          | –          | 02.        |
| 1997 Trondheim     | 22.          | –          | 01.        |
| 1999 Ramsau        | 12.          | 16.        | 02.        |

### Weltcup-Statistik
Die Tabelle zeigt die erreichten Platzierungen im Einzelnen.
- Platz 1.–3.: Anzahl der Podiumsplatzierungen
- Top 10: Anzahl der Platzierungen unter den ersten zehn
- Punkteränge: Anzahl der Platzierungen innerhalb der Punkteränge
- Starts: Anzahl gelaufener Rennen in der jeweiligen Disziplin

| Platzierung         | Einzel a | Sprint | Massenstart | Team   | Team    | Gesamt |
| Platzierung         | Einzel a | Sprint | Massenstart | Sprint | Staffel | Gesamt |
| ------------------- | -------- | ------ | ----------- | ------ | ------- | ------ |
| 1. Platz            | 9        |        |             |        |         | 9      |
| 2. Platz            | 12       |        |             |        |         | 12     |
| 3. Platz            | 7        | 1      |             |        | 1       | 9      |
| Top 10              | 59       | 9      |             |        | 1       | 69     |
| Punkteränge         | 75       | 17     | 1           |        | 1       | 94     |
| Starts              | 76       | 17     | 1           |        | 1       | 95     |
| Stand: Karriereende |          |        |             |        |         |        |

### Weltcup-Platzierungen
| Saison  | Platz | Punkte |
| ------- | ----- | ------ |
| 1989/90 | 04.   | 094    |
| 1990/91 | 01.   | 142    |
| 1991/92 | 03.   | 123    |
| 1992/93 | 02.   | 115    |
| 1993/94 | 03.   | 840    |
| 1994/95 | 06.   | 691    |
| 1995/96 | 07.   | 672    |
| 1996/97 | 23.   | 323    |
| 1997/98 | 07.   | 678    |
| 1998/99 | 09.   | 887    |
| 1999/00 | 22.   | 491    |